# Artin Penik
Pour les articles homonymes, voir Artin.
Artin Penik (né en 1921 à Constantinople et mort le 15 août 1982 à Istanbul), est un Arménien de Turquie qui s'est suicidé en s'immolant par le feu sur la place Taksim à Istanbul. Mort peu de temps après son hospitalisation, il est enterré au cimetière arménien de Balikli à Istanbul. 
Les médias turcs rapportent que Turcs, Arméniens, politiciens et personnalités de l'Armée turque se sont rassemblés à ses funérailles,.
Les motivations de cet acte ne sont pas claires. Le professeur turc en relations internationales Baskın Oran l'analyse comme un exemple de l'expression extérieure de l'humeur dépressive de la communauté arménienne de Turquie, augmentant son isolement, qu'ont causée les actions de l'Armée secrète arménienne de libération de l'Arménie, groupe actif entre 1974 et 1985 luttant pour la reconnaissance du génocide arménien. La presse nationaliste turque, qui produit une lettre qu'aurait rédigée Artin Penik, présente ce suicide comme un acte de protestation à l'encontre de l'attaque terroriste perpétrée à l'aéroport international d'Esenboga à Ankara par l'ASALA ; les mêmes sources indiquent qu'Artin Penik avait tout d'abord décidé de s'immoler devant le consulat de France à Istanbul.